# ترنئووین
| سامانه    | ردیف        | اشکوب       | میلیون سال پیش |
| --------- | ----------- | ----------- | -------------- |
| اردوویسین | زیرین       | ترمادوسین   | → پس از آن     |
| کامبرین   | فورونجین    | اشکوب دهم   | ۴۸۵,۴–۴۸۹٬۵    |
| کامبرین   | فورونجین    | ژیانگشانین  | ۴۸۹٬۵-۴۹۴      |
| کامبرین   | فورونجین    | پایبین      | ۴۹۴–۴۹۷        |
| کامبرین   | میائولینگین | گوژانگین    | ۴۹۷–۵۰۰٬۵      |
| کامبرین   | میائولینگین | درومین      | ۵۰۰٬۵-۵۰۴٬۵    |
| کامبرین   | میائولینگین | وولیوئن     | ۵۰۴٬۵–۵۰۹      |
| کامبرین   | ردیف دوم    | اشکوب چهارم | ۵۰۹–۵۱۴        |
| کامبرین   | ردیف دوم    | اشکوب سوم   | ۵۱۴-۵۲۱        |
| کامبرین   | ترنووین     | اشکوب دوم   | ۵۲۱-۵۲۹        |
| کامبرین   | ترنووین     | فورتونین    | ۵۲۹–۵۴۱٬۰      |
| ادیاکاران | ادیاکاران   | ادیاکاران   | → پیش از آن    |

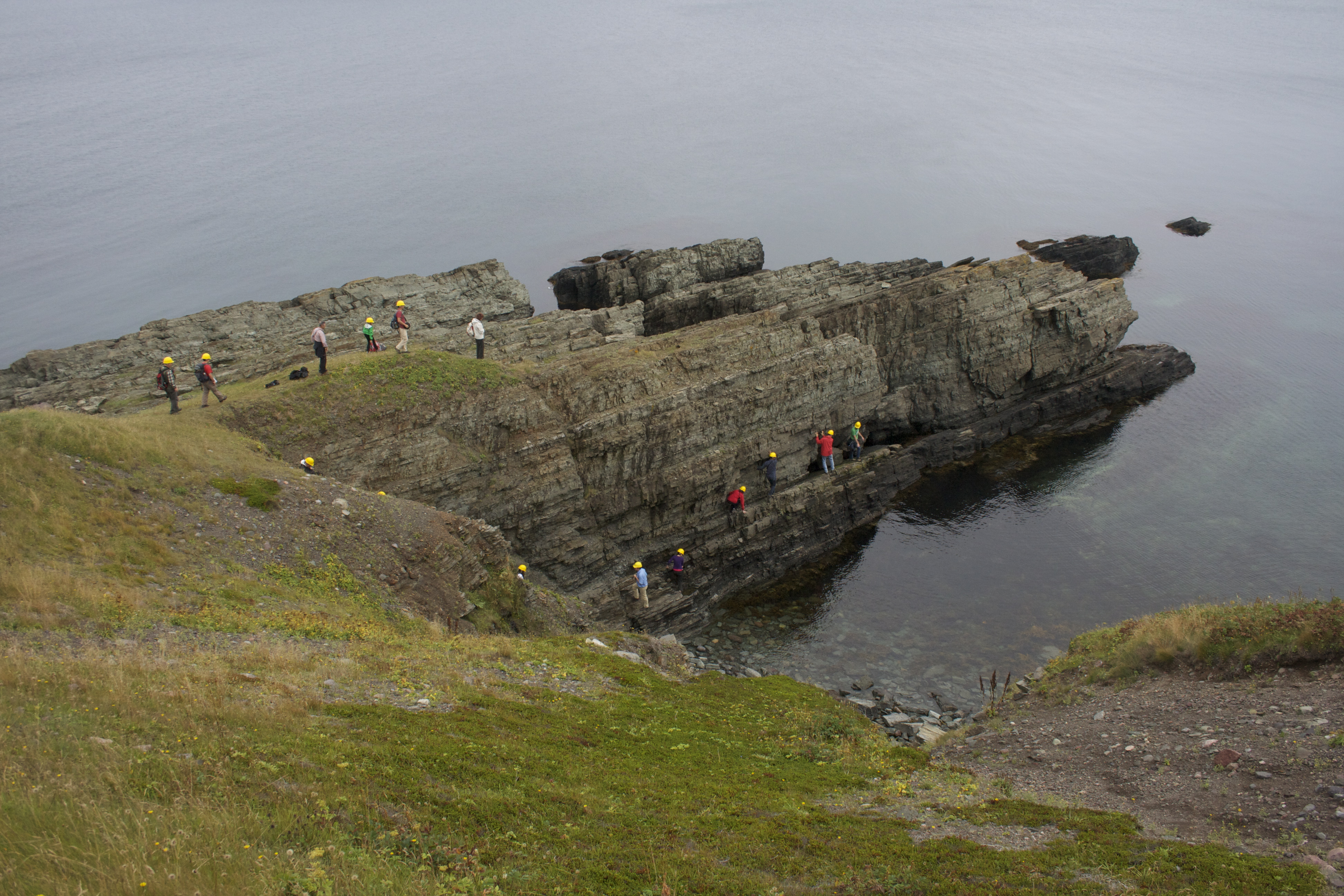
جزیره نیوفاندلند کانادا که نام ترنووین از آن گرفته شده است.

ترنئووین یا ترنووین (انگلیسی: Terreneuvian) پایین‌ترین و قدیمی‌ترین ردیف سامانه زمین‌شناختی کامبرین است. آغاز این ردیف با پیدایش نخستین فسیل شاخص در حدود ۵۴۱ میلیون سال پیش تعریف می‌شود. پایان آن نیز با پیدایش نخستین تریلوبیت در نمونه‌های چینه‌شناختی در حدود ۵۲۱ میلیون سال پیش شناخته می‌شود. این ردیف به صورت رسمی در سال ۲۰۱۲ توسط کمیسیون بین‌المللی چینه‌شناسی مورد تصویب و تأیید قرار گرفت.
اشکوب‌های فورتونین و اشکوب ۲ کامبرین (که در حال حاضر نامگذاری نشده)، زیرمجموعه این ردیف به‌شمار می‌روند. ترنووین با پیش-تریلوبیت کامبرین مطابقت دارد.
نام ترنووین از Terre Neuve که نامی فرانسوی برای جزیره نیوفاندلند کانادا است گرفته شده است. در این جزیره سنگ‌های زیادی با سن ترنووین یافت می‌شود.